# Alan Stanley Collins

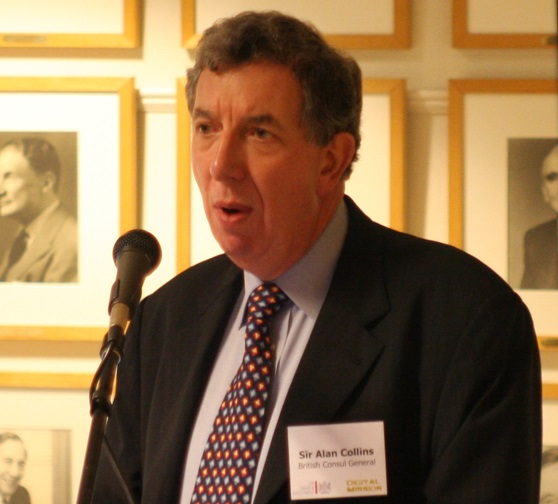
Alan Stanley Collins (Generalkonsul in New York)

Sir Alan Stanley Collins, KCVO, CMG (* 1. April 1948) ist ein ehemaliger britischer Diplomat.

## Leben
Alan Stanley Collins studierte an der Strand School und an der London School of Economics and Political Science.
Er ist verheiratet und hat drei Kinder.
Ab 1970 war er im Verteidigungsministerium des Vereinigten Königreichs beschäftigt.
Von 1973 bis 1975 war er Privatsekretär des Stellvertreters des Stabschefs der Royal Air Force.
Er trat 1981 in den auswärtigen Dienst.
Collins war stellvertretender Leiter der Botschaft in Addis Abeba.
1995 leitet Collins in Taipeh die britische Handels- und Kulturbüro (BTCO).
Von 1998 bis 2002 war er Botschafter in Manila, wo 2001 Joseph Estrada vom Amt des Präsidenten zurücktreten musste.
Von Dezember 2003 bis 2006 war er Hochkommissar in Singapur.
Von Januar 2007 bis Juli 2011 war Collins mit einem Jahresbudget von 109.999 Pfund Sterling Generalkonsul in New York.